# Estadio Metalist

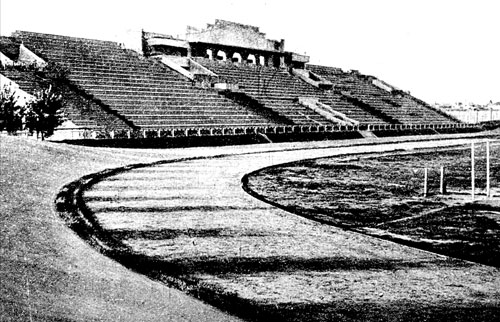
Exterior del estadio en 1930

El Oblasny SportKomplex Metalist (en ucraniano: Обласний спортивний комплекс «Металіст»), conocido popularmente como estadio Metalist (ucraniano: Стадіон «Металіст»), es un estadio multiusos localizado en la ciudad de Járkov, en Ucrania.
Se utiliza principalmente para partidos de fútbol y es el estadio local del FC Metalist 1925 Járkiv. También fue a partir de febrero de 2017 hasta 2021 casa del Shakhtar Donetsk, debido a la Guerra Civil en el este de Ucrania en que resultó afectado su estadio el Donbass Arena.
El estadio fue sede de la Eurocopa 2012, actualmente tiene una capacidad para 40.003 espectadores.
Anteriormente fue usado por el FC Metalist Járkov, que fue el propietario del recinto antes de desaparecer en el 2016 por problemas económicos causando su expulsión de la Liga Premier de Ucrania.
Después de que el FC Metalist Járkov colapsó financieramente en mayo de 2016, el fútbol profesional desapareció temporalmente del estadio. El club Shakhtar Donetsk convirtió el estadio en su estadio local en febrero de 2017. Al mes siguiente, el Metalist 1925 Járkiv hizo lo mismo.
El estadio se inauguró en 1926, y en el año 2009 fue sometido a una importante renovación, pues el campo es una de las sedes de la Eurocopa 2012, compartida entre Ucrania y Polonia. Tras la remodelación, la capacidad del estadio para partidos UEFA es de 40.003 espectadores, todos ellos sentados.

## Historia
La construcción del estadio comenzó en 1925 por orden de Anastas Mikoyan en el sitio del cementerio Espíritu Santo. Inaugurado el 12 de septiembre de 1926, el nuevo estadio era conocido como "Traktor", ya que por entonces estaba patrocinado por la fábrica de tractores de producción local. Antes de la Segunda Guerra Mundial, la instalación pasó a llamarse Estadio Dzerzhynets en honor a Félix Dzerzhinski, el primer jefe de la Cheka. Posteriormente fue renombrado Avanguard entre 1956 y 1976, año en el que adoptó el nombre actual.

### Remodelación
Con motivo de la celebración en Ucrania de la Eurocopa 2012, el estadio Metalist fue objeto de importantes mejoras, sumando en ese momento cuatro renovaciones a lo largo de su historia. La primera de ellas tuvo lugar a mediados de 1960, cuando la sección occidental de la estructura fue renovada. La próxima se inició en 1970 y terminó cuatro años más tarde, en la que se añadió las tribunas norte y sur, aumentando la capacidad a 30 000 espectadores. El arquitecto del proyecto fue Tabakova. También fueron agregados el primer techo del estadio y el sistema de drenaje, así como la proyección de luz, un panel de información, y un hotel, situado debajo de la grada norte y el gimnasio.
Una tercera renovación se inició en 1979 para mejorar las gradas este y sur, pero no se completó hasta tres décadas más tarde. El 23 de septiembre de 1980 se registró la mayor entrada en la historia del estadio durante un partido entre el FC Metalist Járkov y el SC Tavriya Simferopol, que reunió a 42 000 espectadores. Después de la demolición de la tribuna sur en ese año, la construcción fue detenido por tiempo indefinido y se reanudó en 1998, después de un retraso de casi veinte años. Se reconstruyó parcialmente una nueva tribuna este y sur.
El cuarto trabajo de renovación del estadio Metalist se ordenó en la preparación para la Eurocopa 2012. La grada sur se completó y la tribuna este fue construida totalmente. Se reemplazó el techo, mientras que se llevaron a cabo otras modernizaciones y mejoras estéticas generales a finales de 2009 como calefacción bajo el suelo y marcadores led. El 5 de diciembre de 2009, el renovado estadio fue inaugurado oficialmente en el 50 cumpleaños del presidente del Metalist Járkov, Oleksandr Yaroslavsky.
La tribuna sur contiene un centro comercial de tres plantas y el centro de negocios "Metalist-Arena". Se alquilan oficinas a través de UkrSibbank, varias empresas locales y otros bancos. Hay una farmacia, un consultorio médico, agencias de turismo y otros negocios.

## Eventos

### Eurocopa 2012
En la Eurocopa 2012 el estadio acogió tres partidos del grupo B, los otros partidos de este grupo se jugaron en el Arena Lviv.

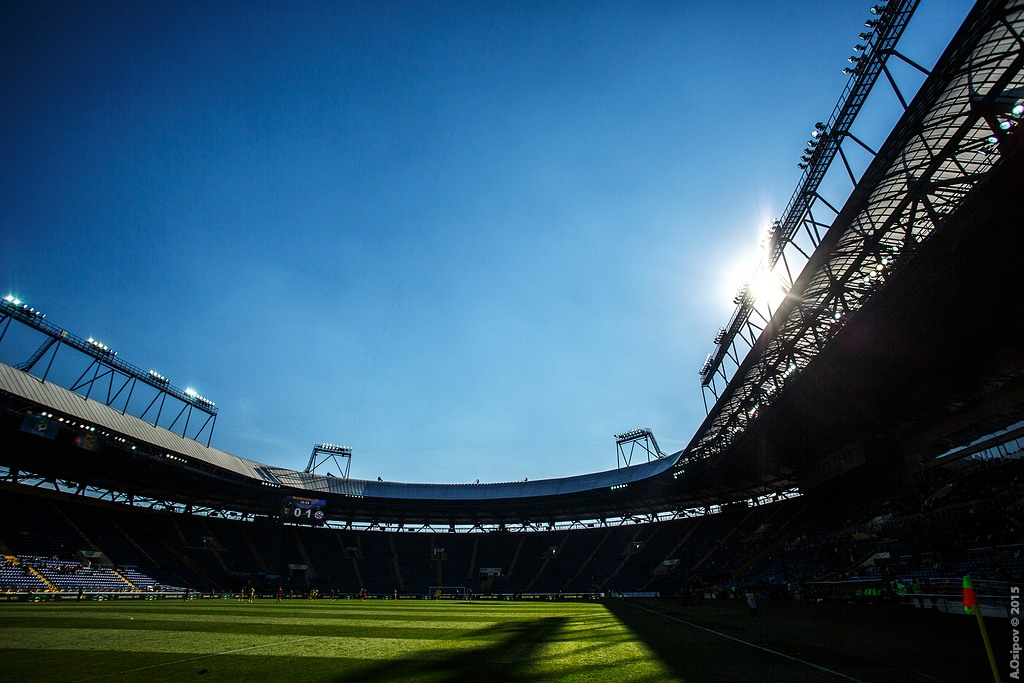
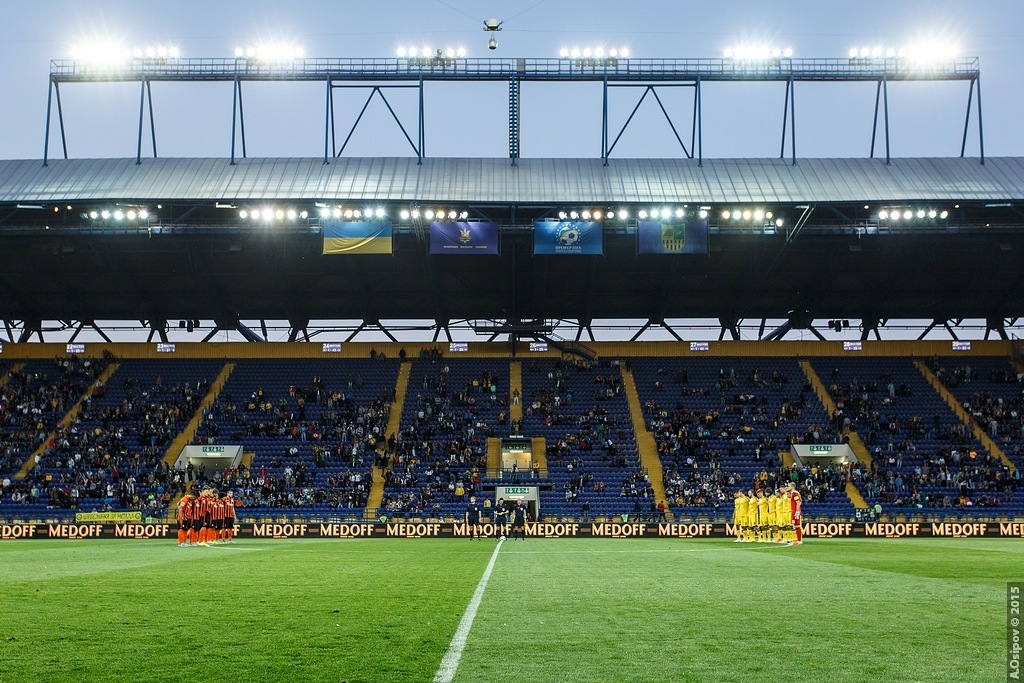

| Fecha               | Selección #1 | Resultado | Selección #2 | Ronda                 | Espectadores |
| ------------------- | ------------ | --------- | ------------ | --------------------- | ------------ |
| 9 de junio de 2012  | Países Bajos | 0–1       | Dinamarca    | Primera fase, Grupo B | 35.923       |
| 13 de junio de 2012 | Países Bajos | 1–2       | Alemania     | Primera fase, Grupo B | 37.750       |
| 17 de junio de 2012 | Portugal     | 2–1       | Países Bajos | Primera fase, Grupo B | 37.445       |